# スーツ (アルバム)
『スーツ』(Suit)は、ネリーが2004年9月14日に『スウェット』と同時リリースしたアルバム。
R&B寄りの曲が多く、 Billboard 200で初登場首位を飾り、396,000枚を最初の週で売り上げた。 一方SweatはBillboard 200での初登場は2位にランクインし、最初の週での売り上げは 342,000枚である。「マイ・プレイス」、 "Over and Over", "N Dey Say", "Pretty Toes" 、 "Play it Off"と言った楽曲がシングルカットされ、このアルバムはグラミー賞にもノミネートされた。
2005年初頭、ネリーは Sweat / Suitという、スーツとスウェットの双方を一つにまとめたCDをリリースした。
イギリス版には "Dilemma" & "Ride Wit Me"のリミックスがあり、 これらの曲はネリーのコンピレーション CD "Da Derrty Versions: The Reinvention"にも収録されている。
トータル・リクエスト・ライブに出演した際、『スウェット』と『スーツ』というアルバムのタイトルは『ヒップホップ版ホワイト・アルバム』を作ろうと思った結果そうなったものだと話した。

## 収録曲
1. "Play It Off" featuring ファレル
プロデュースは ザ・ネプチューンズ
2. "Pretty Toes" featuring Jazze Pha & T.I.
プロデュースはJazze Pha
3. マイ・プレイス  "My Place" featuring ジャヒーム
4. "Paradise"
5. "She Don't Know My Name"featuring スヌープ・ドッグ &ロン・アイズレー（英語版）
6. "N Dey Say" featuring スパンダー・バレエ
プロデュースはHSI Productions
7. "Woodgrain & Leather Wit a Hole"
8. "In My Life"featuring エイヴリー・ストーム& メイス
プロデュースはKuya Productions
9. "Over and Over"featuring ティム・マックグロー
10. "Nobody Knows"featuring アンソニー・ハミルトン
11. "Die for You"

イギリス版ボーナストラック
12.en:Ride wit Me feat. en:City Spud
過去にリリースされたバージョンのリミックス版
13:ディレンマ Dilemma featuring ケリー・ローランド&アリ (ラッパー)
過去にリリースされたバージョンのリミックス版

## 解説
マイ・プレイス
この曲がイギリスとニュージーランドでシングルカットされた際は"Flap Your Wings"の両A面シングルになっていた。
この歌は、ネリーが自宅に女性を誘う場面が元になっている。この楽曲の収録されたシングルは、アメリカ合衆国の Billboard Hot 100では最高4位を記録し、オーストラリアとニュージーランドのナショナルチャートでは首位を記録した。
テディ・ペンダーグラスの"Come Go With Me"がこの曲のメインコーラスとしてサンプリングされ、曲の途中と後半にデバージの「アイ・ライク・イット」からのサンプリングが少し出てくる。
PVは、 "Flap Your Wings"の最後のシーンから始まる。

## チャート動向
| チャート名(2004)                      | 最高 |
| ------------------------------------- | ---- |
| U.S. Billboard 200                    | 1    |
| U.S. Billboard Top R&B/Hip-Hop Albums | 1    |
| U.S. Billboard Top Rap Albums         | 1    |
| Canadian Albums Chart                 | 1    |